# De Haas-van Alphen-effekten
de Haas-van Alphen-effekten (dHvA-effekten) uppträder i metaller, i vilka graden av magnetisering oscillerar med ett pålagt magnetfälts styrka. Perioden i dessa svängningar beror även på hur stor den maximala fermiytan vinkelrätt mot det pålagda fältet är, och effekten kan därigenom användas för att förfina beskrivningar av denna.
Den upptäctes 1930 av Wander Johannes de Haas och P. M. van Alphen
Effekten finns hela tiden närvarande, men för att den skall kunna observeras krävs det mycket extrema betingelser.
- Extremt rena provmaterial.
- Extremt starka magnetfält (30 tesla och uppåt).
- Extremt låga temperaturer.

Detta beror på att man vill undvika störningar i materialet som annars skulle påverka resultaten.
Effekten beror på att Landaunivåer uppstår i elektronenergin, och kräver en kvantmekanisk behandling för att kunna förstås.